# Lott Warren

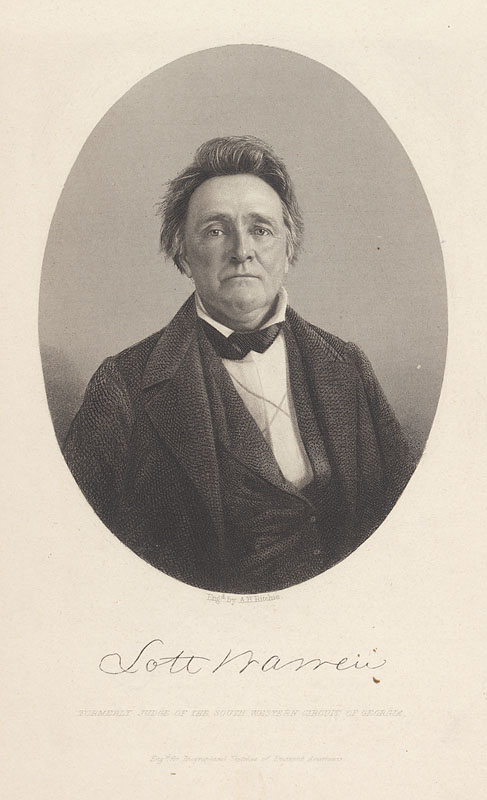
Lott Warren

Lott Warren (* 30. Oktober 1797 bei Augusta, Georgia; † 17. Juni 1861 in Albany, Georgia) war ein US-amerikanischer Politiker. Zwischen 1839 und 1843 vertrat er den Bundesstaat Georgia im US-Repräsentantenhaus.

## Werdegang
Lott Warren besuchte die öffentlichen Schulen seiner Heimat. Im Jahr 1816 zog er nach Dublin im Laurens County. Zwei Jahre später nahm er als Leutnant an einem Feldzug gegen die Seminolen teil. Nach einem anschließenden Jurastudium und seiner im Jahr 1821 erfolgten Zulassung als Rechtsanwalt begann er in Dublin in seinem neuen Beruf zu arbeiten. Warren war auch ordinierter Geistlicher der Baptistenkirche. Allerdings war er in dieser Eigenschaft nicht mit einer bestimmten Aufgabe oder Mission betraut. Im Jahr 1823 wurde er Major der Staatsmiliz von Georgia. Zwei Jahre später zog er nach Marion.
In den 1820er Jahren begann Warren auch eine politische Laufbahn. 1824 und 1831 wurde er jeweils in das Repräsentantenhaus von Georgia gewählt; im Jahr 1830 gehörte er dem Staatssenat an. Zwischen 1831 und 1834 war er Staatsanwalt und zeitweise auch Richter im südlichen Gerichtsbezirk seines Heimatstaates. Seit 1836 war er in Americus ansässig.
Warren wurde Mitglied der 1835 gegründeten Whig Party. Bei den staatsweit ausgetragenen Kongresswahlen des Jahres 1838 wurde er für das neunte Abgeordnetenmandat von Georgia in das US-Repräsentantenhaus in Washington gewählt, wo er am 4. März 1839 die Nachfolge des Demokraten Charles Eaton Haynes antrat. Nach einer Wiederwahl im Jahr 1840 konnte er bis zum 3. März 1843 zwei Legislaturperioden im Kongress absolvieren. Diese waren seit 1841 von den Spannungen zwischen seiner Partei und Präsident John Tyler überschattet. Außerdem wurde über eine mögliche Annexion der seit 1836 von Mexiko unabhängigen Republik Texas diskutiert.
Im Jahr 1842 verzichtete Lott Warren auf eine erneute Kandidatur für den Kongress. Nach seinem Ausscheiden aus dem US-Repräsentantenhaus zog er nach Albany. Von 1843 bis 1852 war er Richter am Superior Court of Georgia. Danach arbeitete er wieder als Rechtsanwalt. Er starb am 17. Juni 1861 in Albany.